# Квартирно-эксплуатационная часть
Квартирно-эксплуатационная часть (сокр. КЭЧ) — воинское формирование (воинская часть) тылового обеспечения вооруженных сил Российской федерации (ранее вооруженных сил СССР (ВС СССР)).
Основные функции КЭЧ — текущая эксплуатация и поддержание в надлежащем состоянии жилого фонда военных городков.

## ВС СССР
КЭЧ располагались во всех крупных гарнизонах, являясь воинской частью и имели все атрибуты: действительное наименование или условный № войсковой части, (полевая почта) (В/Ч П. П. №), печать и так далее. Например, В/Ч П. П. № 52734 располагалось в одном гарнизоне с 39 гв.мсд в военном городке (В/Г) г. Ордруф (Германия, ГСВГ).
Начальником КЭЧ — командиром части, как правило, являлся старший офицер в звании майора или подполковника, но были и лейтенанты в ЗабВО, ДВО. В штатном расписании могло было предусмотрено значительное количество гражданского персонала — рабочих и служащих СА и ВМФ.
Квартирно-эксплуатационные части подчинялись квартирно-эксплуатационному управлению (КЭУ) военных округов, которые в свою очередь подчинялись Главному квартирно-эксплуатационному управлению (ГлавКЭУ) Вооруженных Сил СССР.
В военно-морском флоте СССР/РФ функции КЭЧ были возложены на Отделения морской инженерной службы (сокр. — ОМИС). Гарнизонные ОМИС замыкались на Морскую инженерную службу флота — МИС флота.

## ВС России
В 21-м веке все функции по коммунально-бытовому обслуживанию населения военных городков, там где это было технически возможно, были поэтапно переданы гражданской администрации населённых пунктов, путём создания соответствующих управляющих компаний ЖКХ, при этом жилой фонд военного городка оставался  ведомственный (в собственности МО) и не подлежал приватизации. 

Флаг воинских частей и организаций расквартирования и обустройства войск ВС России

При невозможности по какой-либо причине передачи жилого фонда на баланс гражданской администрации квартирно-эксплуатационная части были преобразованы в федеральные государственные учреждения (ФГУ) района.
КЭЧ района может иметь в своем названии как номер (например 57-я квартирно-эксплуатационная часть района), так и наименование района (например — Иркутская квартирно-эксплуатационная часть района). Штатная численность КЭЧ района составляет от 14 до более 100 единиц личного состава.
Общее руководство квартирно-эксплуатационными частями районов и военных округов осуществляет Главное квартирно-эксплуатационное управление Минобороны России, входящее в состав Управления начальника расквартирования и обустройства Министерства обороны Российской Федерации.

## Задачи

Жилой дом в военном городке под Можайском

Квартирно-эксплуатационная часть занимается:
- распределением жилья,
- ремонтом и строительством объектов военного ведомства,
- руководством квартирно-эксплуатационной службой,
- обеспечением всеми видами квартирного довольствия воинских частей, приписанных к КЭЧР,
- учётом военнослужащих ВС России, нуждающихся в жилой площади,
- выдачей справок военнослужащим, убывающим к новому месту службы, о сдаче жилья,
- контролем за правильным использованием земельных участков, стоящих на учёте КЭЧР,
- обеспечением воинских частей материалами для нужд эксплуатации, а также для капитального строительства, капитального и текущего ремонта казарменно-жилищного фонда и коммунальных сооружений, выполняемых хозяйственным способом,
- обеспечением воинских частей всеми видами топлива, разработкой и осуществлением мероприятий по улучшению структуры топливного баланса, расчетами потребности топлива и поддержанием его запасов в воинских частях и на топливных складах,
- финансированием квартирно-эксплуатационных расходов воинских частей, контролем за соблюдением финансовой, производственной, штатной и трудовой дисциплины на предприятиях и в организациях, входящих в состав КЭЧ района,
- участием в приемке в эксплуатацию вновь построенных и капитально отремонтированных объектов,
- осуществлением мероприятий по механизации трудоемкости работ и правильной эксплуатации машин коммунального обеспечения, машин и механизмов на материальных, топливных и объединенных материально-топливных складах на подчиненных предприятиях и в организациях,
- контролем за выполнением правил охраны труда, техники безопасности и производственной санитарии,
- контролем за укомплектованием рабочими и служащими подчиненных КЭЧ района предприятий и организаций, рабочими и служащими квартирно-эксплуатационной службы довольствуемых воинских частей, а также организацией обучения и повышения квалификации этих рабочих и служащих,
- составлением и предоставлением в КЭУ (КЭО) военного округа на утверждение и регистрацию, а также утверждением и регистрацией в установленном порядке штатных расписаний на содержание рабочих и служащих по обслуживанию зданий и сооружений воинских частей,
- рассмотрением и утверждением финансово-хозяйственных планов подчиненных домоуправлений, общежитий и гостиниц,
- подготовкой заключений, по ходатайствам командиров воинских частей, о выдаче инспекторских свидетельств на списание преждевременно изношенных и утраченных материальных ценностей квартирно-эксплуатационной службы.

## Руководство
Ответственность за организацию и эксплуатацию, своевременное производство ремонта и учет казарменно-жилищного фонда коммунальных сооружений, а также за обеспечение квартирным довольствием воинских частей возлагается на начальника КЭЧР. Начальник КЭЧ района подчиняется начальнику КЭУ военного округа. По вопросам использования казарменно-жилищного фонда, распределения жилой площади он выполняет указания начальников гарнизонов обслуживаемых КЭЧ района.
Начальник квартирно-эксплуатационной части района подчиняется начальнику квартирно-эксплуатационного управления (отдела) военного округа.
Начальнику КЭЧ района непосредственно подчиняются:
- материальный склад,
- топливные и объединенные топливно-материальные склады,
- проектно-сметная группа,
- жилищная группа,
- топливная группа,
- домоуправления,
- район электрических сетей (РЭС),

Начальник КЭЧ района имеет право:
- назначить и проводить проверки:
  - расквартирования воинских частей, состоящих в КЭЧ района на квартирном довольствии и дислоцированных в пределах обслуживаемого ею района;
  - эксплуатации казарменно-жилищного фонда, коммунальных сооружений и оборудования, квартирного имущества;
  - использования земельных участков, состоящих на учете в КЭЧ района;
  - правильности расходования денежных средств и материалов, отпускаемых воинским частям на квартирное довольствие, строительство и ремонт;
  - объемов и качества работ по капитальному строительству, капитальному и текущему ремонту объектов, включенных в план КЭЧ района и выполняемых ремонтно-строительными организациями и непосредственно воинскими частями;
  - правильности приемки, хранения, отпуска, нормирования расхода топлива и его сжигания;
  - деятельности непосредственно подчиненных предприятий и организаций.
- давать указания воинским частям по вопросам технической эксплуатации, сохранности, содержания и сбережения казарменно-жилищного фонда коммунальных сооружений и оборудования, квартирного имущества и проверять их исполнения.

## Современное состояние
В соответствии с Приказом Министра обороны Российской Федерации с 2011 года КЭЧР реорганизованы путём присоединения к территориальным управлениям имущественных отношений. Задачи территориальных управлений имущественных отношений существенно отличаются от тех задач, которые выполнялись КЭЧР. Так, в рамках реформирования Вооружённых Сил, задачи по ремонту, обслуживанию и строительству объектов Вооруженных Сил, распределению жилья и ряд других возложены на другие организации (ОАО «Славянка», региональные управления жилищного обеспечения, региональные управления заказчика капитального строительства Минобороны России и др.)